# Lynne Nette
Lynette Hutchings Nette (26 maggio 1942) è una tennista sudafricana naturalizzata australiana.

## Biografia
Si è sposata nel 1961 con il collega Neville Nette e ha iniziato a competere con il cognome da coniugata, successivamente si sono trasferiti a vivere in Australia.

## Carriera
A livello giovanile ha raggiunto la finale di Wimbledon 1960, sconfitta con un doppio 6-4 da Karen Hantze, curiosamente le due tenniste si sono sfidate anche nel torneo senior agli ottavi di finale con la statunitense che ha avuto la meglio ancora una volta.
Ha ottenuto buoni risultati nel doppio, al Roland Garros 1961 ha raggiunto i quarti con Margaret Hunt e nel successivo Wimbledon si è avventurata fino alle semifinali sempre in coppia con la Hunt.